# アイモ・ディアーナ
アイモ・ステファノ・ディアーナ（Aimo Stefano Diana, 1978年1月2日- ）は、イタリア・ブレシア出身の元同国代表サッカー選手、現サッカー指導者。現役時代のポジションはMF、DF。現LRヴィチェンツァ監督。
突破力のあるサイドアタッカーとして評価が高く、サイドからの切り崩し、正確なクロスが持ち味だった。

## 経歴
ブレシア・カルチョのユースからデビューし、エラス・ヴェローナFC、パルマFC、レッジーナ・カルチョへ移籍する。
2003年より加入したUCサンプドリアにおいては、サイド攻撃を重視するワルテル・ノヴェッリーノ監督の下で成長を見せ、サンプドリア躍進を支えた。2004年からはイタリア代表にも招集される。2006年にUSチッタ・ディ・パレルモへ移籍した後、2008年1月にトリノFCへ移籍。
2017年12月5日、セリエCのASDシクラ・レオンツィオの指揮官に就任。シーズン終了までの契約を締結した。

## タイトル
パルマ
- コッパ・イタリア : 2001-02